# ويليام جي. هاريل
ويليام جي. هاريل (بالإنجليزية: William G. Harrell)‏ هو عسكري أمريكي، ولد في 16 يونيو 1922 في ريو غراندي سيتي في الولايات المتحدة، وتوفي في 9 أغسطس 1964 في سان أنطونيو في الولايات المتحدة.